# Elatomorpha deserticola
Elatomorpha deserticola is een vliesvleugelig insect uit de familie Perilampidae. De wetenschappelijke naam is voor het eerst geldig gepubliceerd in 1970 door Zerova.